# Жвак
Жвак — компанія в Будапешті, Угорщина, яка виробляє лікери та спиртні напої. Компанія виробляє трав’яний напій (40% алкоголь), відомий як Унікум з таємної суміші понад сорока різних трав і спецій. Юнікум відомий як один із національних напоїв Угорщини. 
Компанія також є дистриб'ютором ряду міжнародних брендів, таких як Джоні Волкер, Баілейс, Смірноф, Hennessy та Gordons. Zwack котирується на Будапештській фондовій біржі з 1993 року.

## Історія
За даними компанії,Унікум був створений доктором Йозефом Цакком, королівським лікарем при Габсбурзькому суді, для імператора Йосифа II у 1790 році. У 1840 році родина заснувала J. Жвак & Co., першого угорського виробника лікерів.  На початку 1900-х років компанія Zwack стала однією з найбільших спиртзаводів у центральній Європі, яка виробляла та експортувала понад 200 лікеро-горілчаних виробів. 
Під час Другої світової війни завод Жвак був пошкоджений і виробництво припинено. Після війни фабрика була націоналізована в 1948 році Комуністичною Угорською робітничою партією . Сім'я Зваків покинула країну. Янос Цвак з сином Петром Жвак, правнуком Юзефа, вдалося втекти за оригінальним рецептом Цвака. Бела Звак залишилася позаду, щоб дати комуністичному уряду підроблений рецепт Цвака і продовжувала стати штатним працівником фабрики. Тим часом Янос і Петер мігрували до США, врешті-решт оселившись у Бронксі в 1949 році, коли Петеру було 22 роки.     
[джерело?]
У 1988 році, лише за рік до падіння комунізму, Петер Цвак повернувся до Угорщини та відновив виробництво за оригінальною формулою Цвака. Влітку 1989 року він викупив у своєї родинної справи державу, а до весни 1990 року оригінальний продукт Жвак був знову введений на ринок Угорщини. Того ж року Петер був призначений послом Угорщини в США. 
У 2008 році Петер Звак передав керівництво компанії 6-му поколінню сім'ї, власним дітям, Шандору та Ізабеллі Цвак. Однією з їх перших ініціатив було запустити Жвак у США. У 2013 році компанія Жвак також випустила Unicum та Unicum Plum у США. 

## Деталі
Унікум виготовляється із суміші понад 40 різних трав та спецій. Деякі трави та спеції переганяють, деякі мацерують, потім змішують і витримують у дубових бочках на фабриці в Будапешті понад 6 місяців. Темно-бурштиновий відтінок досягається додаванням карамельного кольору. 
Цей трав'яний напій гіркого, сміливого смаку вживається в основному як аперитив перед їжею або перетравленням після їжі. Компанія також випускає дещо іншу версію лікеру, відомий як Унікум наступний, він виготовлений за тим же рецептом і ділиться сміливим характером Унікум, але трохи менш гірким і залишає на піднебінні натяк на цитрусові. 

## Інші товари Жвак

### Сімейство продуктів Vilmos
Вілмос є асортиментом продукції спиртних напоїв, зробленого шляхом змішування груші Палінка і додані ароматизатори з додаванням або без додавання меду. У асортименті також є справжня груша-плічка, віком 3 роки. 

### Сімейство товарів св. Губерта
Св. Губерт - традиційний, трав'яний лікер, Св. Губерт 33 отримав свою назву від 33 різних трав, які використовуються для виготовлення цього напою, і тому що він становить 33% алкоголю. Санкт-Хубертус 33 продається більше молодим людям, завдяки його легшому смаку. 

### Сімейство продуктів Хірос Кекскеметі
Цей сімейство продуктів складається з справжніх палинок і деяких спиртних напоїв, які, хоча і виготовлені на 100% з дистильованих фруктів, вони підсолоджені медом, тому їх не можна продавати під маркою палінки, тому вони продаються під маркою Hírös Kecsckeméti. Це легший, солодший лікер на основі палінки. 

### Сімейство продуктів Калінка
Містить одну горілку та два алкогольні напої на основі горілки. Калинка Самовар - 30% напій, ароматизований медом і чаєм. Газована калинка, або "Фені" - ароматизований, 21% -ний напій із додаванням вуглекислого газу. 

### Футулоос
Сімейство цього продукту базувалося на Футулоос Барак, спиртному напої, приготованому змішуванням абрикосової палинки, нейтральних спиртних напоїв та ароматизаторів. Асортимент спочатку був розширений шістьма різними фруктовими лікерами, виготовленими однаково, але змішаними з цукром і медом. Нарешті, він доповнився шістьма різними видами чистої палінки. Футулоос Барак не слід плутати з його попередником XX століття, Футулоос Баракпалінка, який був справжньою аблікотовою паличкою, витриманою в дерев’яних бочках. Сучасний фютьюльський Барак був оцінений професійним угорським журі як "смак і аромат нафти; не можна рекомендувати нікому [. . . ] ” 

### Сім'я Чванка Сандора Немеса Палінка
Шляхетна родина палінок, що складається з справжніх фруктових плінок. 